# Eriovixia excelsa
Eriovixia excelsa är en spindelart som först beskrevs av Simon 1889.  Eriovixia excelsa ingår i släktet Eriovixia och familjen hjulspindlar. Inga underarter finns listade i Catalogue of Life.